# Wata Pur (district)
Het district Wata Pur (Pasjtoe: وټه پور) is een van de 15 districten van de provincie Kunar, in het noordoosten van Afghanistan. Het district Wata Pur ligt ten oosten van het district Pech, ten noorden van het district Narang en ten zuidwesten van het district Asadabad en eveneens ten zuidwesten van de hoofdstad van de provincie, Asadabad (ook wel Damkalee genoemd). Het district Wata Pur bestaat sinds 2003 en behoorde daarvoor bij het district Asadabad. Het district Wata Pur heeft een gelijknamige hoofdplaats. Daarnaast liggen in het district onder andere de volgende dorpen en steden:
- Dongal
- Karmul
- Lodam
- Mashugal
- Qamshey
- Sematam
- Shagey
- Shingam